# 阿南市立椿小学校
阿南市立 椿小学校（あなんしりつ つばきしょうがっこう）は、徳島県阿南市椿町黒田にある公立小学校。

## 概要
同校では、2004年（平成16年）から秋の遠足を兼ねて、明神山（441.6メートル）の中腹の伊座利峠から山頂までチョウ・アサギマダラマーキング活動をしている。

### 通学区域
- 阿南市椿町（那波江を除く）

### 進学先
- 阿南市立阿南第二中学校[2]

## 沿革
- 1875年（明治08年） - 公立椿東小学校、公立椿西小学校を創立。
- 1880年（明治13年） - 公立椿東小学校、公立椿西小学校を統合し公立椿小学校となる。
- 1887年（明治20年） - 椿尋常小学校と改称。
- 1897年（明治30年） - 椿尋常高等小学校と改称。
- 1926年（大正15年） - 徳島県椿村立椿尋常高等小学校と改称。
- 1932年（昭和07年） - 徳島県那賀郡椿尋常高等小学校と改称。
- 1941年（昭和16年） - 徳島県那賀郡椿国民学校と改称。
- 1947年（昭和22年） - 徳島県那賀郡椿小学校と改称。
- 1955年（昭和30年） - 徳島県那賀郡橘町椿小学校と改称。
- 1958年（昭和33年） - 町村合併により阿南市椿小学校となる。
- 1992年（平成04年） - 阿南市立蒲生田小学校の休校のため、その校区を編入。

## 通学区域が隣接している学校
- 阿南市立椿泊小学校
- 阿南市立福井小学校
- 美波町立由岐小学校
- 美波町立伊座利小学校
- 阿南市立橘小学校（海を挟んで隣接）